# Hakuhō Shō
Hakuhō Shō (白鵬 翔?   en japonés, nacido el 11 de marzo de 1985 como Mönkhbatyn Davaajargal, en mongol: Мөнхбатын Даваажаргал) es un luchador profesional de sumo (Sekitori) de Ulán Bator, Mongolia. El 30 de mayo de 2007 a los 22 años se convirtió en el segundo luchador de Mongolia y el cuarto no japonés en ser promocionado al más alto nivel de los luchadores de sumo, el yokozuna.
Es el rikishi con más yūshō en la historia con un total de 45, quedando imbatido (zensho-yūshō) en 16 de ellos, cantidad tampoco superada. Desde 2010 es el segundo rikishi con más victorias consecutivas (63 en total), solo superado por Futabayama (con 69). También es el rikishi con más torneos consecutivos obtenidos con 7, récord compartido con su compatriota Asashōryū. Es el rikishi con más victorias en la máxima división y en makuuchi con 1026, el que más combates ha ganado en un año (86) y el que mejor ratio de victoria tiene en la era moderna. También es el rikishi con más victorias en general con 1120, seguido por Kaiō con 1047 y por Chiyonofuji con 1045.

## Biografía

### Vida personal
En febrero de 2007, se casó con una estudiante universitaria de Tokio de 22 años después de tres años de relación. La pareja tuvo una hija en mayo de 2007 y un hijo en septiembre de 2008.

### Primeros años
Como muchos otros luchadores de Mongolia en el sumo profesional, Hakuhō tiene en su familia tradición en la lucha mongola. Su padre, Jigjidiin Mönkhbat ganó la medalla de plata en los Juegos Olímpicos de México 1968 en lucha libre. Davaajargal llegó a Japón en octubre del año 2000 cuando tenía 15 años y fue invitado por el pionero mongol, el rikishi Kyokushūzan. Con solo 62 kilogramos, no fue aceptado para entrenar en ninguna heya, pero Kyokushūzan preguntó al maestro Miyagino Oyakata para que intercediera por él y fue aceptado finalmente en la heya Miyagino en el último día de su estancia de dos meses en Japón, el 24 de diciembre de 2000.
Entonces se le dio el nombre en la arena (shikona) de Hakuhō, que significa "haku" blanco y hō es el pájaro mitológico chino "Peng". Este nombre fue dado después del antiguo yokozuna Taihō. Hakuhō hizo su debut profesional en el torneo (honbasho) de marzo en Osaka en 2001. Su peso fue aumentando y también sus puestos en el ranking. En enero de 2004 alcanzó la segunda división más alta, jūryō. En su primer torneo en esta división venció nueve combates y perdió seis, pero en su segundo torneo se adjudicó el título con tan solo tres derrotas. En mayo de ese año ya estaba en la máxima división.

### Comienzos enMakuuchi

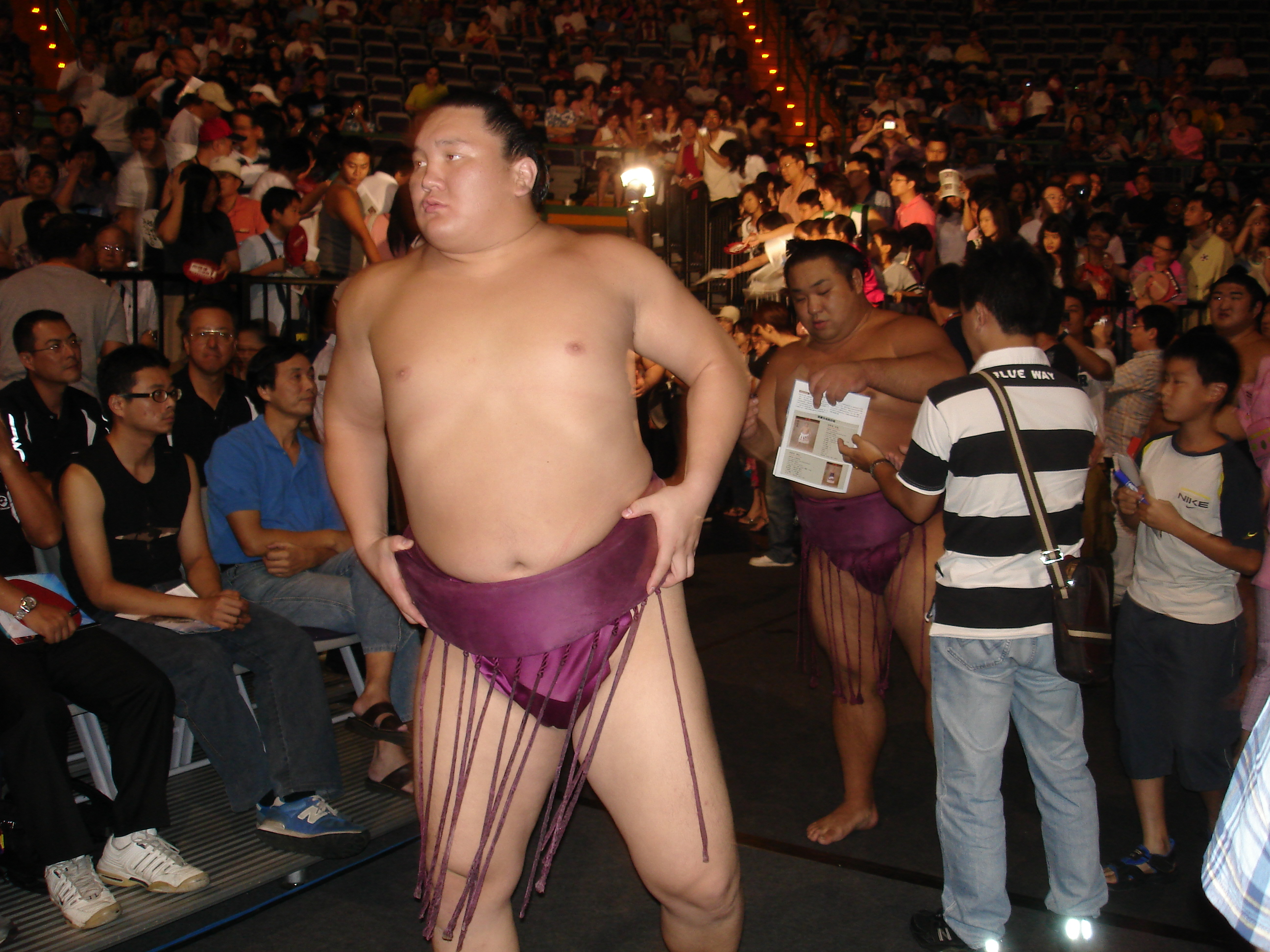
Hakuhō en una gira realizada por Taiwán en 2006.

En los siguientes torneos también consiguió grandes éxitos ganando un kinboshi tras derrotar al yokozuna Asashōryū, y cinco ginboshi al derrotar en tres oportunidades al ōzeki Musōyama y en dos oportunidades al ōzeki Kaiō; cuando estaba en la categoría más baja, maegashira. Tuvo una rápida promoción al ranking de komusubi en enero de 2005 y a sekiwake solo un torneo más tarde. Su progreso se vio cortado por una lesión que le obligó a retirarse del torneo de Nagoya en 2005. Después de la lesión, la promoción a ōzeki llegó en marzo de 2006, justo unas pocas semanas más tarde de su 20.º cumpleaños, lo que le convirtió en el cuarto luchador más joven en la historia del sumo moderno en alcanzar este rango.

### Ōzeki

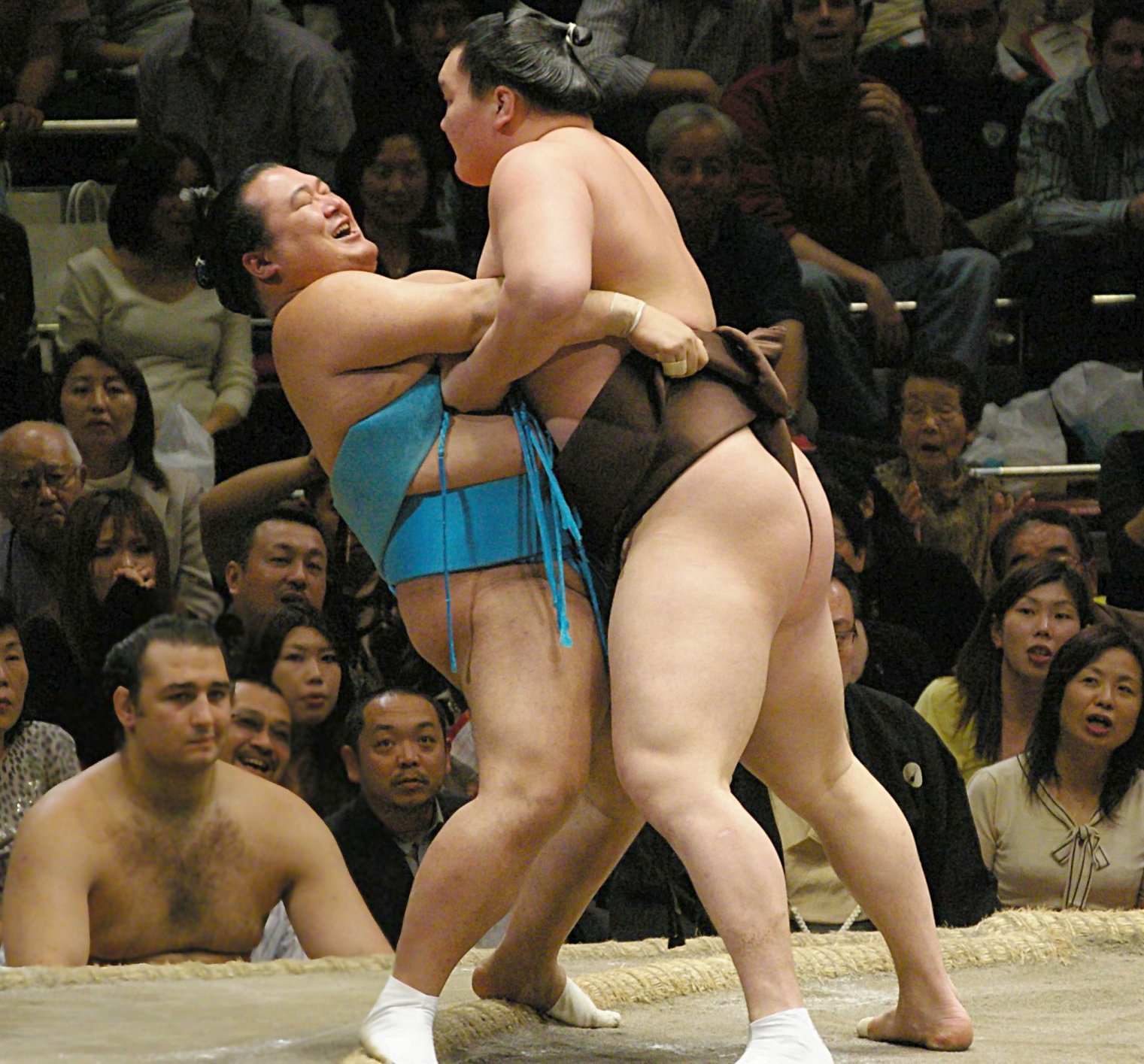
Hakuhō en octubre de 2007 contra Toyonoshima.

En su primer torneo como ōzeki en mayo de 2006, con el yokozuna Asashōryū ausente, Hakuhō ganó su primer torneo (yūshō) con un resultado de 14 - 1, derrotando a Miyabiyama en el play-off de desempate. Después de otro gran resultado (13 - 2) en julio de ese año en el cual finalizó segundo después de Asashōryū y derrotó a éste el último día por lo que tenía esperanzas de promocionar a yokozuna.
Sin embargo, en el siguiente torneo tuvo un pobre rendimiento (8 - 7) y unido a una lesión en noviembre que no le permitió participar en el torneo de Fukuoka, hicieron que tuviera riesgo de kadoban en enero de 2007. A pesar de eso, en su retorno tuvo un respetable récord de 10 - 5 que lo mantuvieron como ōzeki. En marzo de 2007 ganó su segundo torneo en Osaka y su tercer campeonato en el torneo de mayo con un récord perfecto de 15 - 0, ganando en su último combate a Asashōryū.

### Yokozuna

#### 2007

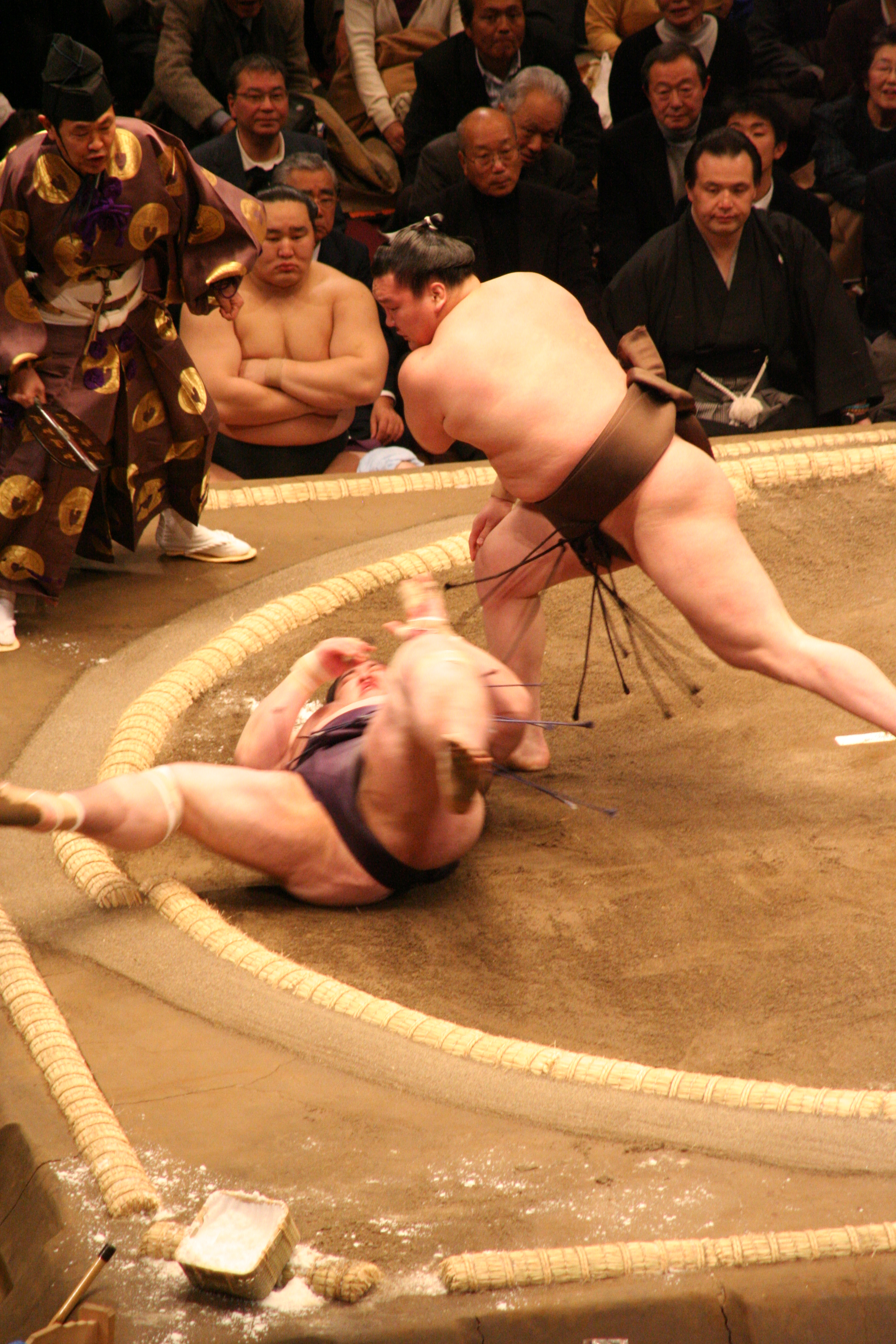
Victoria de Hakuhō sobre Dejima en enero de 2008.

Después de ganar dos torneos consecutivos obtuvo los requerimientos mínimos para promocionar a yokozuna. Al día siguiente del torneo el Concejo de Deliberación de Yokozuna unánimemente recomendó su promoción a yokozuna. Se anunció formalmente por la Nihon Sumō Kyōkai el 30 de mayo de 2007. Realizó su ceremonia inaugural de entrada a la arena (dohyō-iri) en el Santuario Meiji con el raro estilo Shiranui el 1 de junio. Realizó la ceremonia en el Kokugikan en la ceremonia de retiro (danpatsu-shiki) de Kyokushūzan el 2 de junio. También fue premiado con el "Premio México".
Tras este nombramiento se convirtió en el cuarto yokozuna extranjero en la historia después de Akebono, Musashimaru y Asashōryū. Su primer torneo como yokozuna fue en julio de 2007 y después de 25 combates ganados, la racha la rompió Kotomitsuki en el décimo día de torneo y perdió también ante Kotoōshū y Chiyotaikai, terminando el torneo con una puntuación de 11 - 4 que le apartó del título que ganó Asashōryū.
A pesar de no ganar en su primer torneo ganó en el siguiente en septiembre de 2007 con un récord de 13 - 2 ganando a Chiyotaikai en el último día. Su segundo título como yokozuna y quinto en total fue en el siguiente torneo, en noviembre, en Fukuoka con una puntuación total de 12 - 3. Perdió a lo largo del campeonato otra vez ante Kotomitsuki en el último día, pero el título ya estaba decidido. Su gran rival, el otro yokozuna, Asashōryū no participó en ninguno de los dos debido a una suspensión.

#### 2008

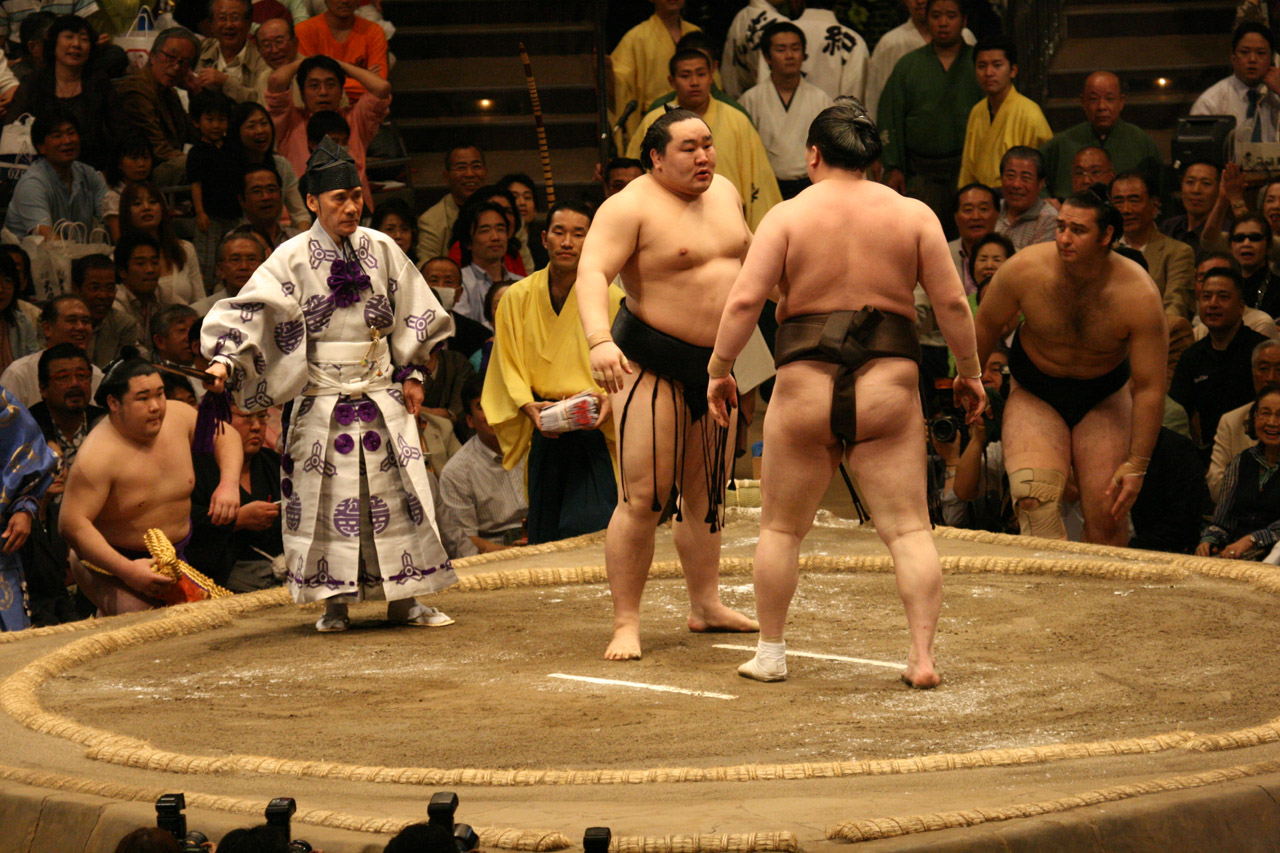
Asashōryū y Hakuhō en el torneo de mayo de 2008.

En enero de 2008, se enfrentó al retorno a la arena de Asashōryū, después de una suspensión de dos torneos por disputar un partido de fútbol benéfico en Mongolia pese a hallarse lesionado. Los dos terminaron el torneo de Tokio con 13 - 1 en la puntuación y se enfrentaron por el desempate. Hakuhō derrotó a Asashōryū y se hizo con su sexto campeonato con un récord de 14 - 1.
En marzo de 2008, en el torneo de Osaka los dos yokozuna volvieron a encontrarse para decidir el ganador del título, y en esta ocasión Asashōryū obtuvo la revancha, siendo Hakuhō segundo. En abril, después de este torneo se enfrentaron otra vez Hakuhō y Asashōryū en el Hono Ozumo, un torneo-ceremonia al aire libre que se celebra anualmente en el templo sintoísta Yasukuni de Tokio desde 1869, en esta ocasión volvió a ganar Hakuhō aunque sin la tensión de un torneo de la Copa Emperador.
En mayo, en el siguiente torneo, ganó sus primeros nueve combates pero en el décimo perdió ante otro luchador de Mongolia, Harumafuji (popularmente llamado Ama) ante el que perdió por cuarta vez en los últimos cinco enfrentamientos, además de lesionarse el tobillo. Como consecuencia perdió ante Kotoōshū (finalmente ganador del torneo) y ante Kotomitsuki. Terminó con un récord de 11 - 4, perdiendo también ante Asashōryū en el último día de torneo en un combate polémico, después de que Asashōryū le diese un empujón a Hakuhō cuando el combate ya había terminado. Ambos luchadores fueron avisados por su conducta por la Asociación de Sumo del Japón.
En julio de 2008 volvió a ganar el torneo (séptimo) sin un rival serio, ya que en el día 13 ya se había adjudicado el torneo y terminó sin ninguna derrota, su segundo zensho-yusho. Después de esta victoria fue anunciado que la UNESCO le había nombrado "campeón del deporte", siendo el primer asiático en obtener dicho título para promocionar el deporte y realizar campañas antidopaje. En el siguiente torneo (septiembre) perdió el quinto día pero volvió a asegurarse el campeonato en el día 14, finalizando con un récord de 14 - 1.
En noviembre y con Asashōryū ausente por lesión, Hakuhō perdió su primer combate y el duodécimo, ante Aminishiki y Ama respectivamente, ambos de la heya Isegahama. En el último día del torneo Hakuhō y Ama estaban empatados con un récord de 13 - 2 y en el desempate la victoria fue para Hakuhō, que ganó su noveno título.

#### 2009

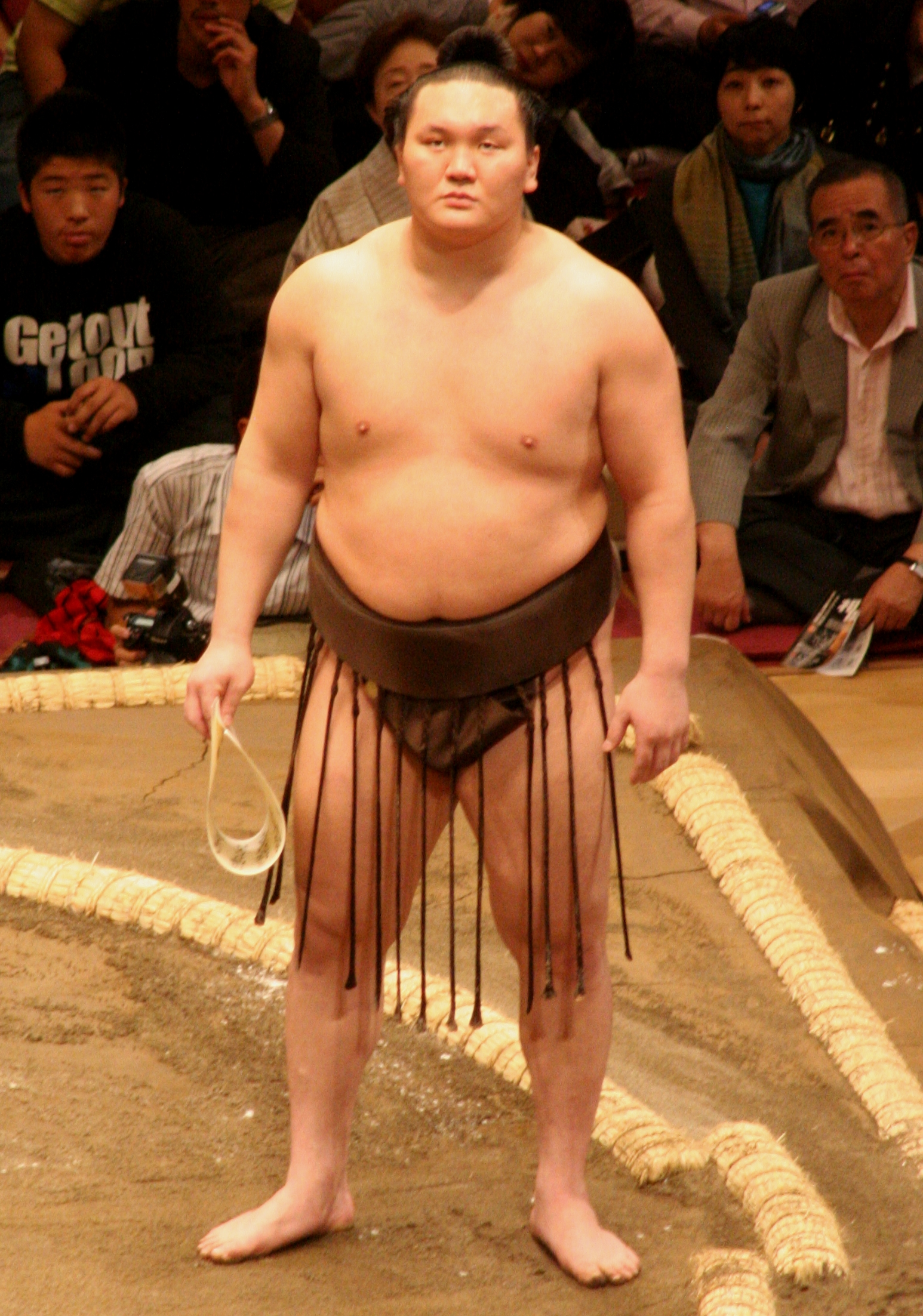
Hakuhō en el torneo de mayo de 2009.

En el primer torneo del año, en Tokio, Hakuhō derrotó a Asashōryū el último día del torneo, en su primer combate desde mayo del año anterior, y finalizaron ambos con un marcador idéntico, 14 - 1 (su única derrota fue ante Harumafuji). Sin embargo, en el play-off de desembate Hakuhō fue batido y quedó segundo. En el torneo de marzo sin embargo Hakuhō derrotó a Asashōryū, ganando así su tercer zensho-yusho tras terminar el torneo imbatido con un récord de 15 - 0. 
Dos días antes del inicio del Natsu Basho de aquel año, la Asociación de Sumo del Japón amonestó a un grupo de luchadores mongoles por haber jugado al golf, entre los cuales se hallaban Hakuhō y Asashōryū.
En mayo mejoró su registro de victorias consecutivas hasta 33, siendo el mejor desde las 35 de Asashōryū en 2004, hasta que fue derrotado en el penúltimo día por Kotoōshū. Sin embargo el último día se recuperó y pudo vencer a Asashōryū para finalizar el torneo 14 - 1, pero perdiendo finalmente en el play-off ante Harumafuji, quien consiguió su primer campeonato, y se cobraba así la revancha por la derrota sufrida en noviembre de 2008.
En julio, Hakuhō ganó su último combate a Asashōryū y terminó con un récord de 14 - 1 que le dio su undécima Copa del Emperador, siendo superado únicamente por Kotomitsuki en el undécimo día de torneo. En septiembre intentó ganar su duodécimo título, a pesar de encontrarse resentido de una lesión en el codo izquierdo. Sin embargo, en el sexto día perdió ante su compatriota Shōtenrō y fue el resto del torneo con una victoria menos que su máximo rival, Asashōryū. En el último día de torneo debía ganar a Asashōryū para poder optar al play-off y así fue, aunque en el play-off fue derrotado por sukuinage, conquistando Asashōryū su yūshō número 24. De momento lleva 71 victorias, batiendo el récord de 14 o más victorias en cada uno de los torneos del año y está a 13 del récord total de Asashōryū, con 84 en un año. Tras el torneo se le diagnosticó una lesión en el ligamento del codo izquierdo pero no fue necesaria una operación. Durante el quinto día de competición en el torneo de Kyushu, último del año, se convirtió por tercer año consecutivo en el luchador con más victorias de la temporada, y ganó el torneo imbatido (15 - 0) y superando el récord de victorias en un año, con 86 de las 90 posibles.

#### 2010
En enero, en el quinto día de torneo Asashōryū fue derrotado por Gōeidō, y Hakuhō se quedó como líder junto a Kisenosato, entre los makuuchi. En el día siguiente se puso como líder en solitario, pero fue derrotado por Baruto en el séptimo día de torneo. Hasta el día 11 ambos yokozunas fueron líderes, pero en los dos días siguientes Hakuhō fue derrotado por Harumafuji y Kaiō, por lo que Asashōryū se adjudicó el título a pesar de perder en el último día ante Hakuhō. Sin embargo, ese sería el último torneo que Asashōryū disputaría y ganaría, ya que se vería obligado a retirarse; después de haber agredido físicamente al dueño de un club nocturno en Tokio (antes que el torneo concluyera). Después del precipitado retiro de Asashōryū debido a los incidentes que tuvo en un restaurante, Hakuhō dio una rueda de prensa, en la que lloró mientras decía: "No quiero creerlo. Tuve el honor de luchar en la misma época que él".
En marzo, en el siguiente torneo del año ganó su 13º título y además sin ninguna derrota (zensho-yusho), con lo que empató con Tachiyama y Asashōryū en el quinto lugar de la lista de los luchadores que han terminado más torneos invictos. Antes del siguiente torneo, en julio, se produjo un escándalo sobre apuestas ilegales organizadas supuestamente por la "Yakuza" y la policía tuvo que registrar los establos en busca de pruebas.
En el torneo de Nagoya volvió a adjudicarse el título (15º) tras no ser derrotado, con lo que se convierte en el primer luchador en ganar tres torneos seguidos invicto. De esta forma aumentó su récord de combates invictos hasta 47, siendo superado solo por Chiyonofuji, que consiguió 53 y por Futabayama, con 69.
Para el siguiente torneo del mes de septiembre (Aki Basho) superó a Chiyonofuji en victorias consecutivas en el día 7 de competición, al derrotar a Kisenosato. También obtuvo su cuarto zensho yūshō consecutivo (el octavo en su carrera) y su 16º título. En el torneo de Kyushu, en el primer día prolongó su racha de victorias consecutivas a 63 al vencer a Tochinoshin, pero en el segundo día fue derrotado por Kisenosato, por lo que se convirtió en el segundo luchador con más victorias consecutivas (63), solo superado por Futabayama con 69. Pese a eso se adjudicó nuevamente el título (17°), al vencer en el desempate (kettei-sen) a Toyonoshima. A final de año recibió el Premio del Deporte en Japón de manos del primer ministro Naoto Kan.

#### 2011
En el Hatsu Basho de este año ganó su 18.º yusho y el 6.º consecutivo de su carrera. Su racha de victorias se vio interrumpida otra vez a manos de Kisenosato, quien también en el torneo anterior le quitó el invicto. El Haru Basho del 2011 fue suspendido debido a los yaochos (combates amañados donde un luchador permite ganar al contrario) cuando la policía japonesa revisó los celulares de los luchadores y encontraron varios mensajes de texto en las que varios luchadores habían mandado mensajes de texto a otros con tal de que se dejaran ganar y en el que explicaban la forma de dejarse ganar para no levantar sospechas.
Después de eso, la Asociación de Sumo del Japón decidió suspender el torneo del mes de marzo, a pesar de las quejas de miles de fanáticos pidiendo que reconsiderasen la decisión. Para el mes de mayo no se celebró el Natsu Basho, pero sí un torneo especial llamado Torneo de Mayo; aquí ganó su decimonoveno yūshō y el séptimo consecutivo de su carrera con un récord de 13 - 2; igualando así a su compatriota Asashōryū en ganar 7 yūshō consecutivos.
En el Nagoya Basho perdió el título en el penúltimo día a manos de su compatriota Harumafuji. Para el siguiente torneo, en el Aki Basho, logró ganar su vigésimo yūshō en el último día, derrotando a Harumafuji, a pesar de que no le fue fácil ganar el yūshō, ya que fue derrotado en dos oportunidades, por Kotoshōgiku y Kisenosato, que terminaron en segundo lugar por tener una derrota más que el yokozuna. En el último torneo del año se adjudicó su vigesimoprimer título al ser derrotado una sola vez el último día ante Baruto.

#### 2012

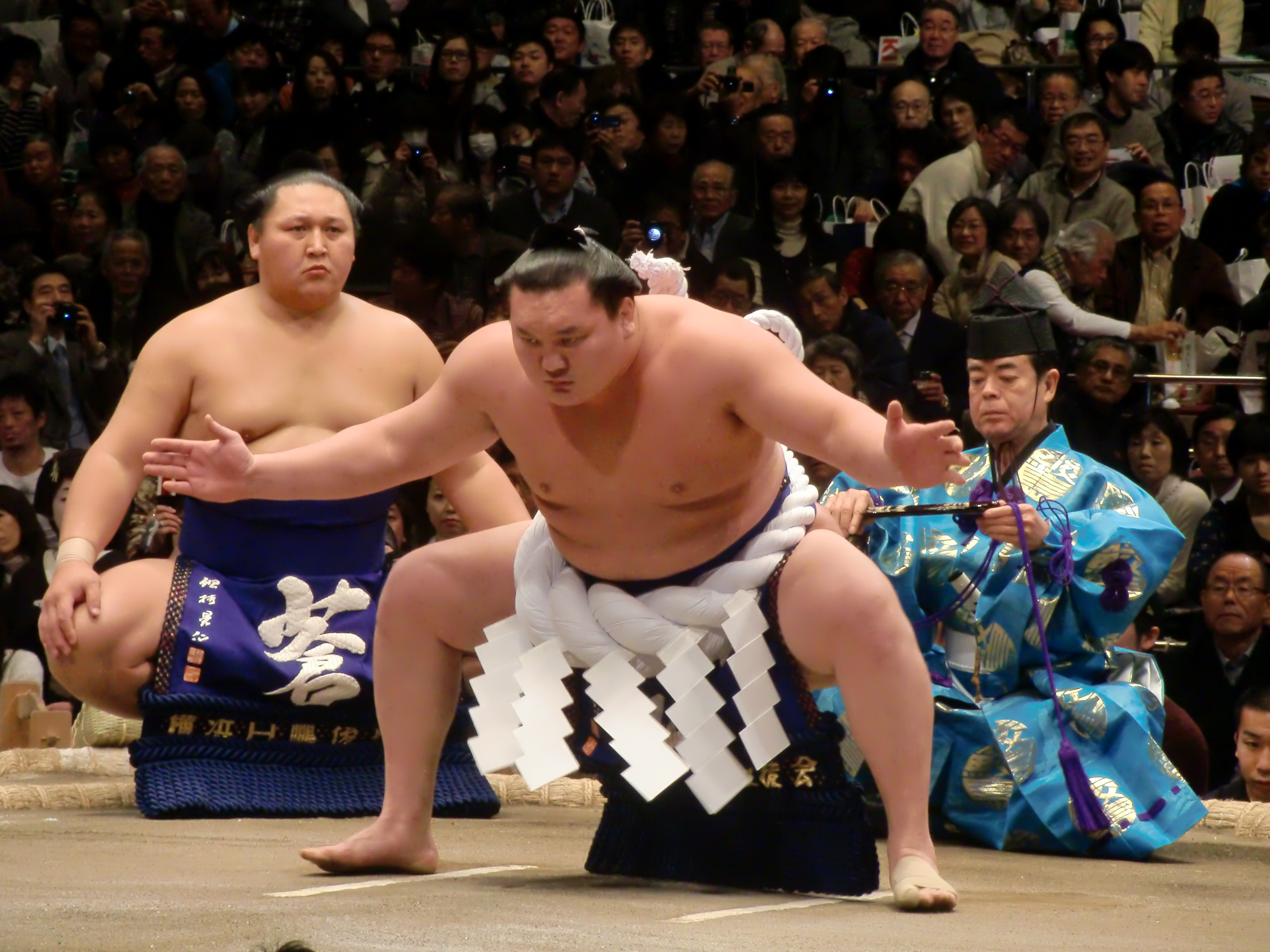
Hakuhō en el torneo de enero (Hatsu Basho).

En el Hatsu Basho de 2012 quedó subcampeón con un resultado de 12 - 3 al obtener 3 derrotas en los días 10, 12 y 13 de competición contra Kisenosato, Harumafuji y Kotoōshū. El campeón de dicho torneo fue Baruto. En el día 9 del siguiente torneo fue derrotado por Kakuryū, y en el día 13 por Kisenosato. Kakuryū llegó al último día con una victoria más, pero fue derrotado por Gōeidō y tuvo que disputar el desempate ante Hakuhō. A pesar de la resistencia del sekiwake, Hakuhō ganó y se adjudicó su 22º título, igualando a Takanohana II.
En el siguiente torneo, obtuvo un resultado de 10 - 5, lo cual lo dejó sin oportunidad de disputar el título. El primer día comenzó perdiendo, además de perder ante Toyohibiki, Gōeidō y Toyonoshima en los días 6, 7 y 8, y ante Harumafuji en el último día. Finalmente, fue el maegashira Kyokutenhō quien se alzó con la Copa del Emperador, al vencer en el kettei-sen al otro maegashira, Tochiōzan.
Para el siguiente torneo (Nagoya Basho), Hakuhō llegaría invicto hasta la última fecha, coincidentemente su compatriota Harumafuji también lo haría, a la última fecha y combate del torneo ambos llegaban con un resultado de 14 - 0, a la hora del combate decisivo, Harumafuji derrotaría a Hakuhō y así Hakuhō una vez más se quedaba sin poder ganar el yūshō.
En el siguiente torneo (Aki Basho), Hakuhō otra vez perdería el yūshō en manos de Harumafuji, quien lograría el zensho-yūshō, Hakuhō finalizó el torneo con un resultado de 13 - 2, y se ubicaba como subcampeón nuevamente. Hakuho perdió su primer combate conta Tochiōzan en el 10.º día, lo cual lo dejaba con chances de ganar el yūshō, sin embargo otra vez perdería el combate decisivo. Para el Kyushu Basho (último torneo del año) se adjudicó su vigesimotercer yūshō en el penúltimo día, incluso antes de pelear, ya que sus rivales más cercanos por el título habían perdido sus combates, lo cual le dio su 23.er título de manera inmediata.

#### 2013

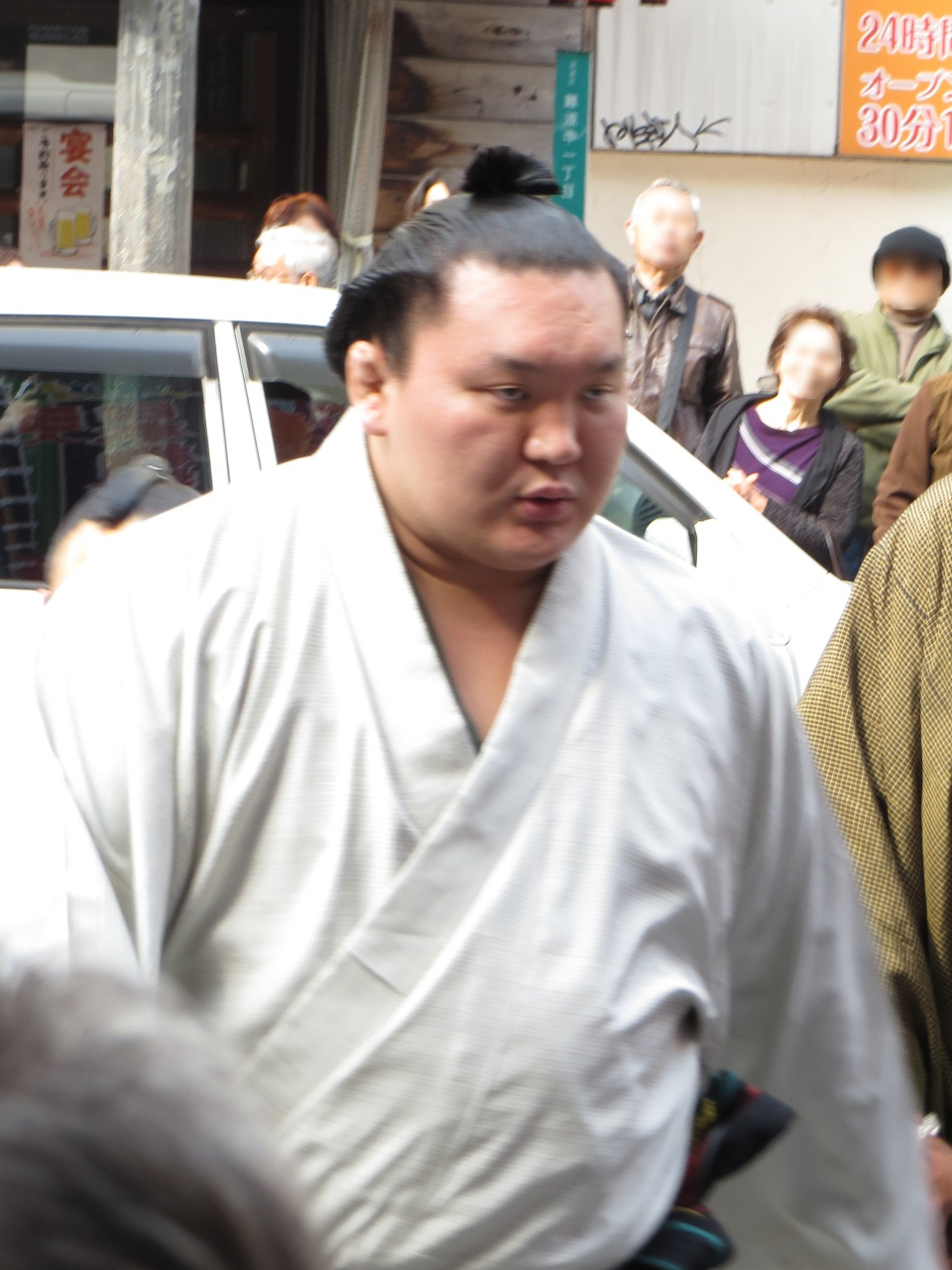
Hakuhō en el Haru Basho 2013.

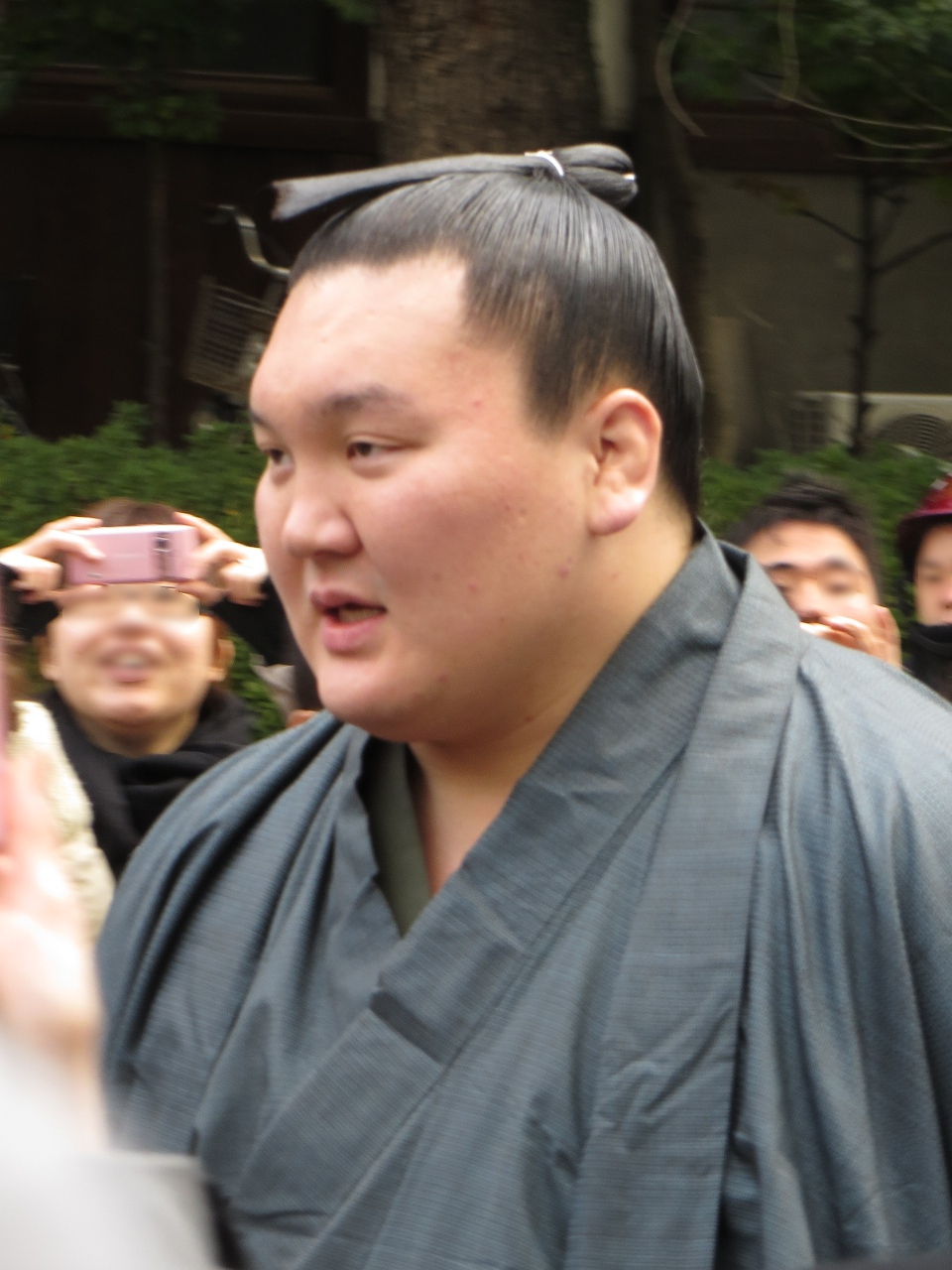
Hakuhō en el Sumiyoshi Taisha.

En el Hatsu Basho, acabó en segundo lugar al obtener un resultado de 12 - 3. Perdió sus combates contra Myōgiryū (día 3) y Kotoōshū (día 12), lo cual lo dejó con oportunidades hasta el penúltimo día de torneo. Sin embargo, Harumafuji logró alzarse con el título al terminar invicto el torneo, derrotando a Hakuhō en el último día.
En el antepenúltimo día de competición del Haru Basho se adjudicó su vigesimocuarto título, que además fue el noveno que conseguía de manera invicta (zensho-yūshō), superando cualquier marca anterior en la historia. Para el siguiente torneo ganó su vigesimoquinto yūshō, en el último día de competición, e incluso antes de pelear, ya que su rival más cercano, Kisenosato, perdió su combate. Hakuhō logró así su décimo zensho-yūshō, ampliando su récord de torneos invictos ganados.
Nuevamente, en el antepenúltimo día del Nagoya Basho ganó nuevamente un título más, incluso antes de pelear; pero esta vez no terminaría el torneo invicto, ya que perdió sus dos últimos combates. Para el Aki Basho del mes de septiembre ganó su vigesimoséptimo yūshō en el penúltimo día de competición, al derrotar al ōzeki Kisenosato, quien también tenía opciones de ganar el título. En el Kyushu Basho ganó los primeros 13 combates, pero perdió el yūshō después de ser derrotado los dos últimos ante Kisenosato y Harumafuji. Este último se adjudicó el título tras haber llegado al último día empatado con Hakuhō, que quedó subcampeón por decimoséptima vez en su carrera.

#### 2014

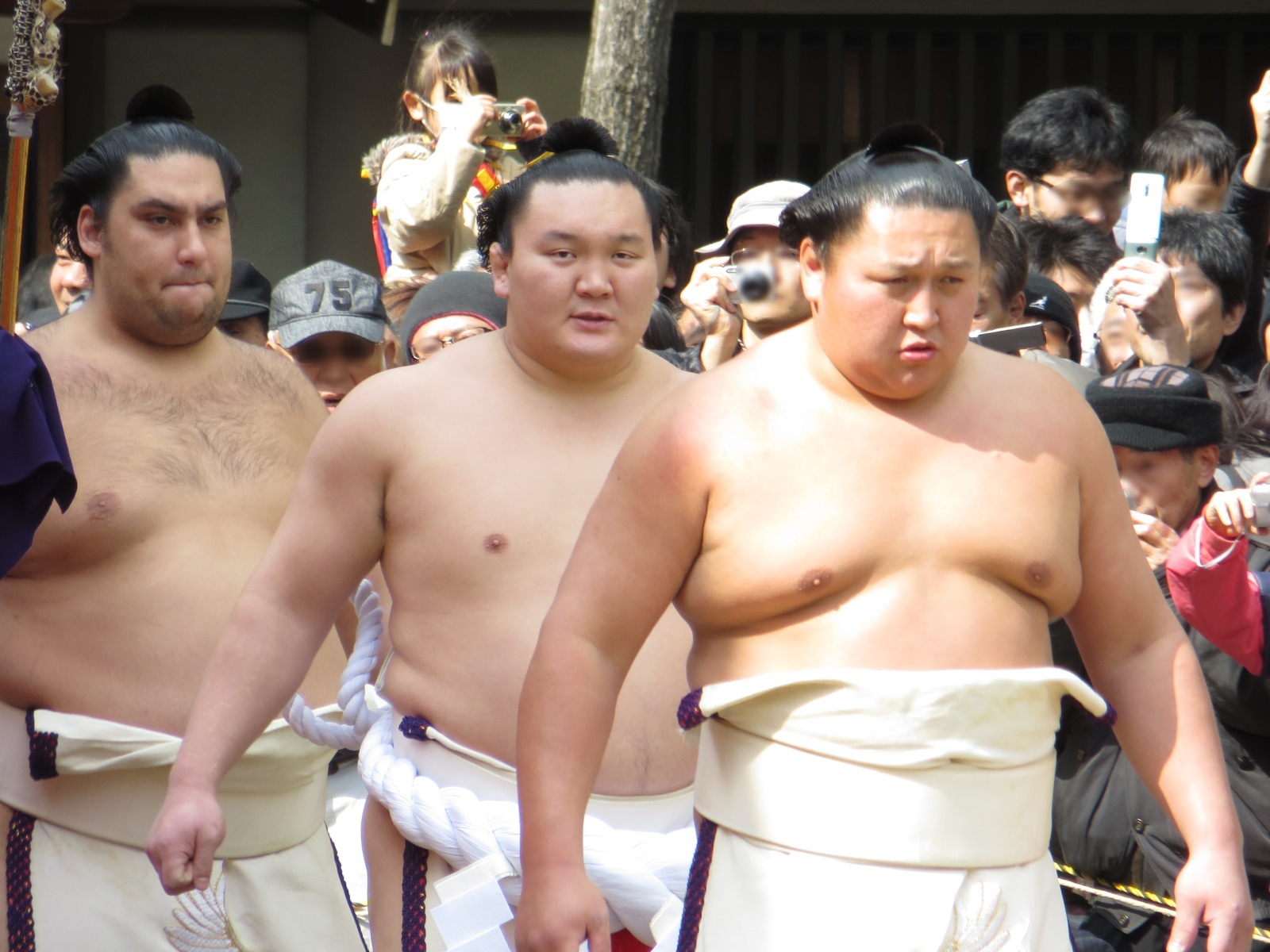
Hakuhō en el centro en marzo de 2013, detrás de Kyokutenhō y delante de Kaisei.

En el Hatsu Basho del 2014, Harumafuji se ausentó debido a una lesión en el tobillo; este torneo llamó la atención ya que tanto Hakuhō como Kakuryū llegaron hasta las últimas instancias en el senshuraku (último día). Hakuhō se había mantenido invicto hasta el último día y Kakuryū solamente tenía una derrota. Se enfrentaron en el último combate, y sorprendentemente Kakuryū venció, con lo cual ambos luchadores quedaban igualados con un resultado de 14 - 1, lo cual los llevó al kettei-sen. Hakuhō lo derrotó en este desempate y logró su vigesimoctavo título.
En el Haru Basho del 2014, Kakuryū, que había sido derrotado por Hakuhō en la definición por el yūshō del torneo anterior, ganó este torneo obteniendo así su promoción a yokozuna. Hakuhō se mantuvo invicto hasta el antepenúltimo día, sin embargo, perdió sus combates decisivos contra Kotoshōgiku y Kakuryū (quien también venció a Harumafuji, el otro yokozuna); en el último día Kakuryū derrotó a Kotoshōgiku, con lo cual ganó el yūshō. En la pelea final, Hakuhō fue derrotado por Harumafuji tras repetirse el primer combate.
En el Natsu Basho, Kakuryū fue ascendido a yokozuna, con lo cual había tres yokozunas en el banzuke; por este motivo, se esperaba un torneo emocionante, pero Harumafuji y Kakuryū no tuvieron un buen desempeño y el título se lo disputaron hasta el último día Hakuhō y Kisenosato. Finalmente ganó Hakuhō al terminar con un resultado de 14 - 1, logrando su vigesimonoveno yūshō. En el siguiente torneo, en Nagoya, obtuvo el trigésimo tras sufrir solo dos derrotas, aunque no pudo celebrar el título hasta el último día ya que había llegado empatado al último día con Kotoshōgiku.
En el Aki Basho, disputó el título hasta el último día con su compatriota Ichinojō (13 - 2), pero terminó imponiéndose al obtener un resultado de 14 - 1, con lo cual igualó a Chiyonofuji y se queda a un yūshō de igualar a Taihō como el luchador con más títulos en su carrera.
En el Kyushu Basho, ganaría su trigesimosegundo yūshō, con lo cual igualaba a Taihō y compartía así el primer lugar en ser el luchador con más trofeos conseguidos, y se queda a un paso de convertirse en el luchador que más veces ha salido campeón. Sin embargo, ganar este torneo no sería fácil, ya que tanto el como Kakuryū se disputarían el título hasta el último día, Hakuhō llegaba con una victoria más que Kakuryū al senshuraku, y en la pelea decisiva Hakuhō emergería victorioso, lo cual le daba el título de campeón.

#### 2015

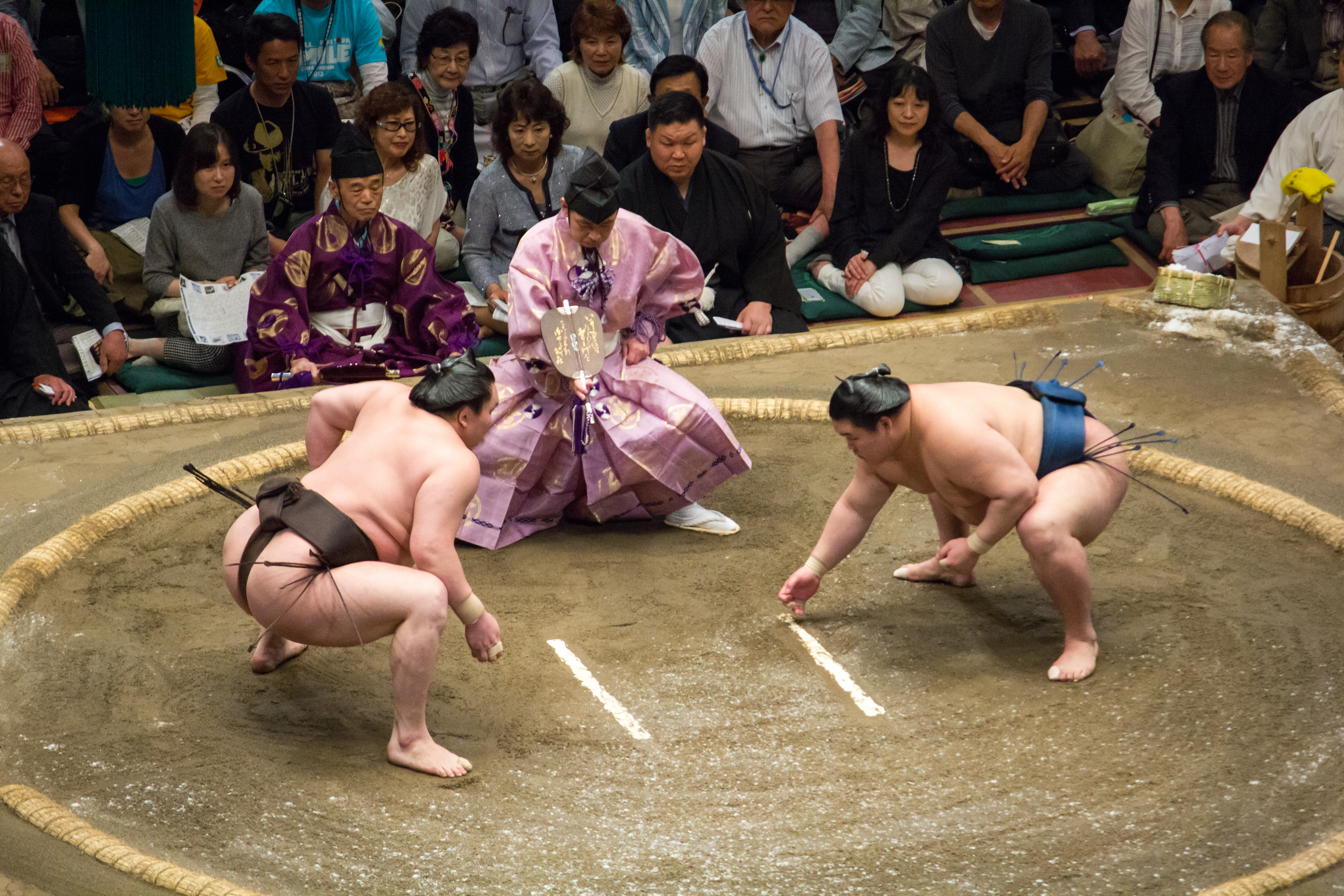
Hakuhō y Gōeidō en mayo de 2014.

En el Hastsu Basho ganó su trigesimotercer título en el antepenúltimo día y se convirtió así en el luchador que más títulos ha conseguido en la historia de este deporte, superando a Taihō; terminó el torneo de forma invicta, logrando su undécimo zensho-yūshō y ampliando todavía más este récord.
En el Hatsu Basho ganó su trigesimocuarto yūshō en el último día. En este torneo parecía que Hakuhō se llevaría el título de manera invicta nuevamente, ya que su más cercano perseguidor, su compatriota Terunofuji, tenía dos derrotas y Hakuhō ninguna. En el antepenúltimo día se enfrentaron ambos y venció Terunofuji con lo cual solo pudo decidirse el torneo el último día. Terunofuji derrotó a Gōeidō, lo cual obligaba a Hakuhō a derrotar a Harumafuji. Tras un combate difícil Hakuhō derrotó a su rival y se consagró campeón una vez más.
En el siguiente torneo (Natsu Basho) Hakuhō y Terunofuji llegaron con opciones de obtener el título ya que ambos habían sido derrotados en tres ocasiones, pero Hakuhō perdió su último combate ante Harumafuji, y Terunofuji, que había derrotado a Aoiyama se hizo con su primer torneo. En el Nagoya Basho ganaría su trigesimoquinto título (ampliando cada vez más su récord) al derrotar a Kakuryū en el senshuraku, ambos luchadores llegaban al último día con opciones de llevarse la copa. Hakuhō, quien tenía una derrota menos que Kakuryū, lo derrotaría en la última fecha, luego de un reñido combate en el que la victoria pudo haber sido para cualquiera.
En el Aki Basho, se retiró del torneo al tercer día, debido a una lesión en la rodilla durante los entrenamientos previos al torneo. Abandonó el torneo sin haber ganado ni un solo combate. En el primer día perdió ante Okinoumi, en el segundo ante Yoshikaze (luego de este combate se retiró del torneo), su tercer combate lo perdió por incompadecencia (fusen) ante Aoiyama. No abandonaba un torneo de sumo desde el Kyushu Basho 2006 cuando aún era ōzeki. Lo curioso de este torneo fue que perdió sus tres únicas peleas de forma consecutiva ante rivales con los que nunca antes había perdido.
En el último torneo del año (Kyushu Basho), Hakuhō luchó el título palmo a palmo con Harumafuji y Shōhōzan. Lideró el hoshitori hasta el día 12 sin perder ningún combate, y era seguido únicamente por Harumafuji con una derrota. Al día siguiente encajó su primera derrota y compartía el primer lugar junto con Harumafuji; al día siguiente ambos se enfrentaron en un combate en el cual Harumafuji fue el ganador, pasando Hakuhō a ocupar el segundo lugar junto con Shōhōzan. Estos tres rikishi llegaban al senshuraku con opciones de llevarse el título, sin embargo Shōhōzan perdió ante Aminishiki, y Harumafuji ante Kisenosato, lo cual le daba chances a Hakuhō de forzar el kettei-sen siempre y cuando venciera a Kakuryū. Sin embargo, fue derrotado por Kakuryū, quedando en segundo lugar del torneo. Este torneo llamó mucho la atención, no solo por la disputa del título, sino también por la muerte del ex yokozuna Kitanoumi, quien murió en el antepenúltimo día de competición.

#### 2016
El Hatsu Basho, fue un torneo muy disputado y Hakuhō peleó por el título hasta el último día junto con Kotoshōgiku (quien venció a los tres yokozunas) y Toyonoshima. Al llegar al último día de competición (senshuraku), Hakuhō y Toyonoshima tenían dos derrotas cada uno, mientras que Kotoshōgiku solo tenía una derrota. En esta jornada Toyonoshima perdió su combate ante Tochiōzan, lo cual dejaba únicamente a Kotoshōgiku y a Hakuhō en la lucha por el título; en la antepenúltima pelea Kotoshōgiku derrotó a Gōeidō, con lo cual se adjudicó el título automáticamente, mientras que Hakuhō se quedó automáticamente sin oportunidades de ser campeón, y en la última pelea ante Harumafuji, este último derrotó a Hakuhō sin mucho esfuerzo. Hakuhō y Toyonoshima finalizaron subcampeones del torneo.
Para el siguiente torneo Hakuhō comenzó perdiendo su primer combate en el primer día, pero se recuperó y ganó el resto de sus combates, disputando el título hasta el último día a Kisenosato y Gōeidō. El último día tenía que vencer a Harumafuji para obtener su 36º título, y lo hizo con un henka que sorprendió a su rival. En el Natsu Basho se convirtió nuevamente en campeón. Luchó por el título junto con Kisenosato, hasta que ambos se enfrentaron como invictos. Hakuhō ganó, pero Kisenosato mantenía las chances de salir campeón. El penúltimo día Hakuhō volvió a ganar su combate y Kisenosato perdió el suyo ante Kakuryū, por lo que Hakuhō se volvió a convertir en campeón. El último día venció a Kakuryū, terminando el torneo invicto y consiguiendo su decimosegundo zensho-yusho. Durante este torneo, superó a Kaiō como el rikishi con más victorias en la división makuuchi.
En el Nagoya Basho, tuvo un buen inicio, sin embargo, perdió combates decisivos ante Takarafuji, Ikioi y Terunofuji; a pesar de dichos tropiezos todavía tenía oportunidades de llevarse el título, junto con Kisenosato, Takanoiwa y Harumafuji (debido a que todos tenían tres derrotas, excepto Harumafuji que tenía dos derrotas). En el penúltimo día, fue derrotado por Kisenosato, lo cual lo dejaba sin oportunidades de ser campeón. El título fue disputado hasta el último día entre Takanoiwa, Kisenosato y Harumafuji; los dos primeros ganaron sus respectivos combates en el último día, pero Harumafuji derrotó a Hakuhō, y con una victoria más que sus rivales se adjudicó el título. Para el Aki Basho se ausentó debido a una lesión en la rodilla izquierda y en uno de los dedos de su pie derecho.
Reapareció para el siguiente torneo, y en el tercer día de competición logró su victoria número 1000 al derrotar a Kaisei (se convirtió así en el tercer luchador en llegar a las 1000 victorias, luego de Chinofuji y Kaiō); sin embargo, no pudo llevarse el título, luego de obtener un resultado de 11 - 4, siendo el vencedor su compatriota Kakuryū.

#### 2017

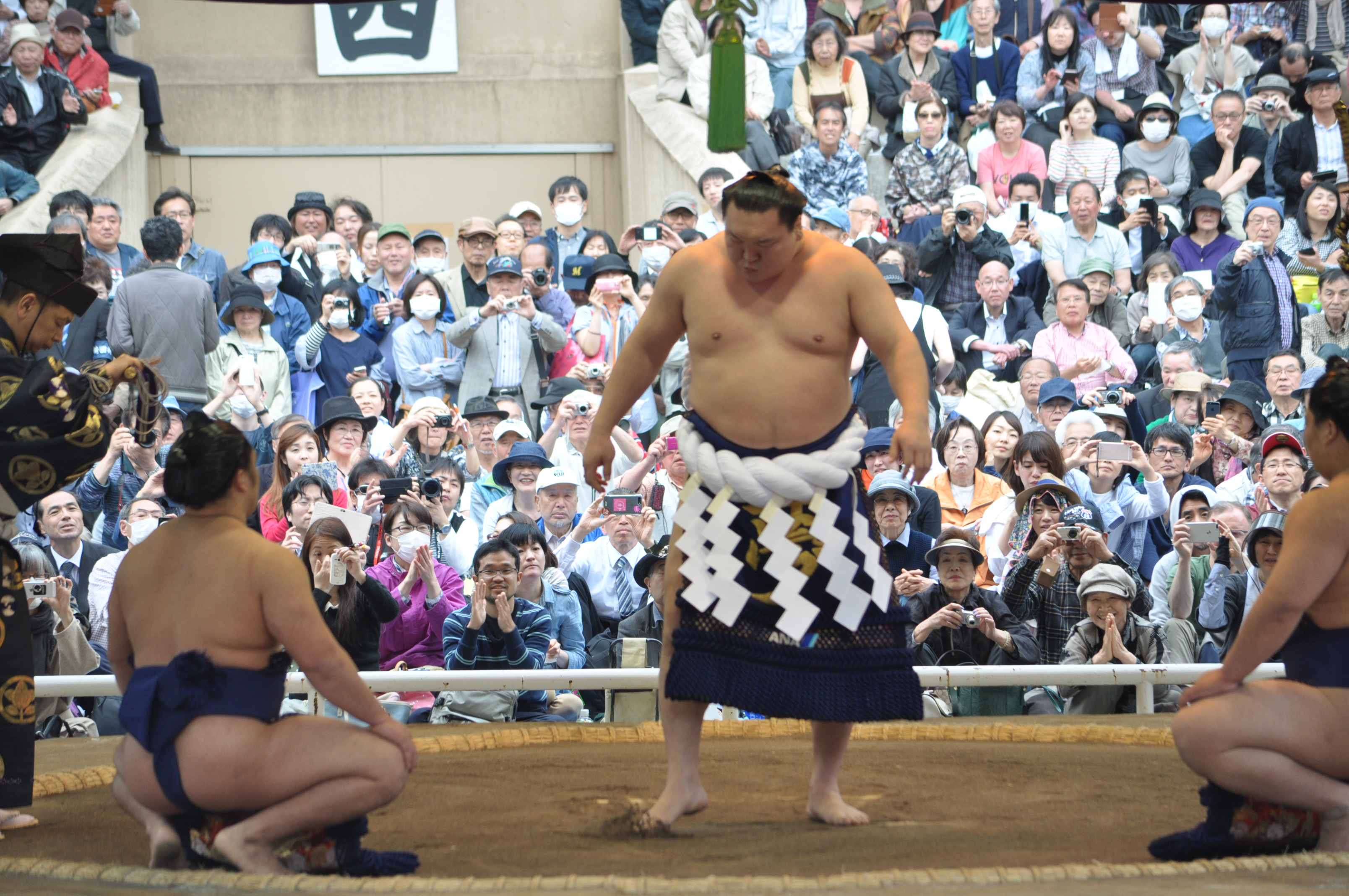
Hakuhō en 2017

En el primer torneo del año comenzó bien el torneo, manteniéndose invicto hasta el séptimo día, pero los dos días siguientes perdió sus combates contra Arawashi y Takayasu. Se mantuvo en la lucha por el título junto con Kisesonato quien tenía 1 derrota menos; sin embargo, en el penúltimo día Kisenosato ganó su combate contra Ichinojō, lo que obligaba a Hakuhō a derrotar a Takanoiwa (quien también había tenido opciones de llevarse el título). Hakuhō perdió el combate, lo cual le daba el título automáticamente a Kisenosato. En el último día se enfrentaron ambos, ganando Kisenosato, siendo subcampeón (jun-yusho) Sōkokurai.
Para el siguiente torneo había cuatro yokozuna en el torneo, tras el ascenso de Kisenosato. Sin embargo, Hakuhō comenzó el torneo perdiendo en el primer día, y al quinto se retiró, debido a una lesión en el pie y muslo derechos. Solamente obtuvo dos victorias y tres derrotas. En el siguiente torneo, se consagró campeón en el penúltimo día y finalmente se llevó el título de manera invicta. De esta forma amplió su récord de títulos obtenidos de manera invicta a trece y obtuvo su trigésimo octavo título. En su siguiente torneo consiguió ganar los diez primeros combates, pero perdió el siguiente ante Mitakeumi. A pesar de esa derrota consiguió ganar sus últimos cuatro enfrentamientos, alcanzando su 39.º título y el récord de victorias absolutas.
No disputó el Aki Basho debido a una lesión en la rodilla izquierda. En octubre recibió un premio especial por su récord de victorias. En noviembre volvió a competir como yokozuna 1, junto a Harumafuji y Kisenotato, pero ambos tuvieron que retirarse en los primeros días de torneo. En los últimos días su mayor rival fue Hokutōfuji, pero este perdió su tercer combate el penúltimo día para concluir y Hakuhō se adjudicó su título 40. A finales de año admitió también que le gustaría estar activo hasta la celebración de los Juegos Olímpicos de Tokio 2020. Fue duramente criticado por los hechos que ocurrieron en una cena que tuvo lugar el 25 de octubre con motivo de la graduación de la Escuela Secundaria Tottori Johoku. En dicha celebración Takanoiwa fue advertido por Hakuhō por su actitud, y agredido por Harumafuji por la falta de atención de este. En una de estas agresiones Takanoiwa sufrió una lesión en la cabeza que requirió puntos de sutura, acción que obligó a Harumafuji a retirarse del sumo.

#### 2018
En el primer torneo del año, y tras ganar sus dos primeros combates, perdió ante Hokutofuji y Yoshikaze, retirándose del torneo al día siguiente por una lesión en el pie. Antes del siguiente torneo anunció que no podría participar por encontrarse lesionado. En el tercer torneo del año perdió cuatro combates, el último ante el campeón del torneo, Kakuryu, que solo cedió una derrota. En el siguiente torneo, en Nagoya, ganó sus primeros tres combates, pero tuvo que retirarse tras sufrir una lesión en el tendón de la rótula y en la espinilla derecha.
En septiembre volvió a disputar el torneo de otoño. En el 14.º día de torneo ganó su 41.ª copa del emperador, tras derrotar a Goeido, el único luchador que podía arrebatarle el título. Con dicha victoria se adjudicó también su combate número 1000 en la máxima división del sumo japonés. A pesar de ganar este torneo, en octubre tuvo que operarse de la rodilla, por lo que no pudo acudir al último torneo del año.

#### 2019
En el primer torneo del año consiguió diez victorias en sus diez primeros combates, pero perdió consecutivamente contra Mitakeumi, Tamawashi y Takakeisho. Tras estas derrotas Tamawashi llegaba al penúltimo día con 2 derrotas, por lo que Hakuhō decidió retirarse por molestias en la rodilla operada y en un tobillo que se lesionó durante el torneo. En el segundo torneo del año su principal rival fue Ichinojo, que terminó el torneo con una sola derrota. Sin embargo, Hakuhō quedó imbatido por 15.ª vez en su carrera, adjudicándose su 42.º título. Tras ganar el título, animó al público a aplaudir, debido a que era el último torneo de la era Heisei, lo cual fue visto como una interrupción de la ceremonia, y fue sancionado por la Asociación Japonesa de Sumo por incumplir la etiqueta, la tradición y la disciplina.
No pudo disputar el siguiente torneo del año, el primero de la era Reiwa, debido a estar recuperándose de la fisura sufrida en el tendón del bíceps derecho en el último combate del torneo de marzo ante Kakuryu. En el torneo de julio comenzó con ocho victorias consecutivas, hasta que perdió con Ichinojo. A pesar de este tropiezo siguió ganando hasta el décimo cuarto combate, en el cual perdió ante Kotoshogiku. Con un récord de 12-2, llegó al último día con oportunidades de ganar el título, ya que su rival el último día, el yokozuna Kakuryu, tenía una derrota. Se enfrentaron ambos yokozunas, ganando el combate y el título su compatriota Kakuryu. En el torneo que finalizaba el año comenzó ganando a Hokutofuji, pero en el segundo día perdió ante Daieisho. A pesar de este tropiezo, ganó todos los combates restantes, incluyendo el último ante Takakeisho, único ōzeki que quedaba en el torneo, adjudicándose su título número 43.

#### 2020
En el primer torneo del año ganó ante Daieisho en su primer combate, pero perdió en la segunda y tercera jornadas ante Endo y Myogiryu, por lo que se retiró al día siguiente, alegando que se le había agravado una lesión con la que había llegado al torneo. En el torneo de marzo, ganó sus primeros nueve combates, pero perdió en el siguiente ante Onosho y en el duodécimo ante Shodai. A pesar de estos tropiezos, llegó al último día de torneo empatado con el otro yokozuna, Kakuryu, por lo que se disputaron el trofeo en el último combate. Hakuho volvió a vencer, adjudicándose su 44.ª Copa del Emperador, a pesar de disputarlo sin público debido a la pandemia de enfermedad por coronavirus. El siguiente torneo del año no se celebró por la pandemia, pero sí pudo participar en el torneo de julio. Estuvo de líder los primeros días, pero una lesión en la rodilla derecha en el 12.º día de torneo le obligó a retirarse cuando tenía un récord de 10-2. Se sometió a una endoscopia en agosto, y no pudo acudir a los dos siguientes torneos por molestias. Esta fue la primera vez en su carrera que no disputaba tres torneos consecutivos, contando su 17.º kyujo.

#### 2021
A comienzos de año mostró síntomas leves de Covid-19 y dio positivo en un test realizado antes del Gran Torneo de Año Nuevo. Acudió al torneo de marzo, pero tras dos victorias se retiró para operarse de una lesión en la rótula de su rodilla derecha y a reposar durante dos meses. Tras seis torneos consecutivos sin completar una competición, su futuro era incierto y dependía del resultado obtenido en julio y de los Juegos Olímpicos, ya que había indicado que se mantendría activo hasta su celebración.
En el torneo de julio ganó todos los combates, batiendo nuevamente el récord de campeonatos invicto con 16. En la última jornada se enfrentó a Terunofuji, que llegaba igualmente sin derrotas. Hakuhō se impuso y ganó su 45.º título.

## Estadísticas
- Debut: marzo de 2001.

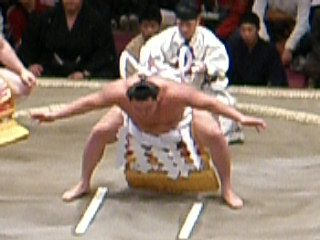
Hakuhō realizando el dohyō-iri.

- Debut en división Jūryō: enero de 2004, después de 16 torneos.
- Debut en división Makuuchi: mayo de 2004, después de 18 torneos.
- Debut Sanyaku: enero de 2005, después de 4 torneos Makuuchi.
- Debut Ōzeki: mayo de 2006, después de 12 torneos Makuuchi.
- Promoción Yokozuna: junio de 2007, después de 7 torneos como Ōzeki.
- Campeonatos Makuuchi ganados: 43.
- Zensho-yūshō (récord de 15 - 0): 15.
- Segunda posición (subcampeón) en campeonato Makuuchi (Jun-Yūshō): 21.
- Récord total: 1146 - 238 - 153 (112 basho).
  - Récord Makuuchi: 1052 - 190 - 153 (43 yūshō, 22 jun-yūshō, 3 shukun-shō, 1 kanto-shō, 2 gino-shō, 1 kinboshi, 5 ginboshi) (11 zensho-yushō) (93 basho).
    - Récord Yokozuna: 858 - 120 - 132 (40 yūshō, 17 jun-yūshō) (11 zensho-yūshō) (74 basho).
    - Récord Ōzeki: 73 - 17 - 15 (3 yūshō, 1 jun-yūshō) (1 zensho-yūshō) (7 basho).
    - Récord Sekiwake: 49 - 20 - 6 (2 jun-yūshō, 2 shukun-shō, 1 gino-shō) (5 basho).
    - Récord Komusubi: 20 - 10 - 0 (1 jun-yūshō, 1 gino-shō) (2 basho).
    - Récord Maegashira: 52 - 23 - 0 (1 jun-yūshō, 1 shukun-shō, 1 kanto-shō, 1 kinboshi, 5 ginboshi) (5 basho).

  - Récord Jūryō: 21 - 9 - 0 (1 yusho) (2 basho).
  - Récord Makushita: 25 - 10 - 0 (5 basho).
  - Récord Sandanme: 26 - 16 - 0 (6 basho).
  - Récord Jonidan: 14 - 7 - 0 (3 basho).
  - Récord Jonokuchi: 8 - 6 - 0 (2 basho).
  - Récord Maezumo: 0 - 0 (1 basho).
- Victorias consecutivas: 63.
- Kinboshi: 1.
- Ginboshi: 5.
- Shukun-shō: 3.
- Kanto-shō: 1.
- Gino-shō: 2.

### Historial
| Año (Honbasho) | Hatsu Basho (enero) (ciudad de Tokio) | Haru Basho (marzo) (ciudad de Osaka) | Natsu Basho (mayo) (ciudad de Tokio) | Nagoya Basho (julio) (ciudad de Nagoya) | Aki Basho (septiembre) (ciudad de Tokio) | Kyushu Basho (noviembre) (ciudad de Fukuoka) | Victorias / Derrotas / Ausencias | Media (%) |
| 2001           | ─                                     | Maezumo Hatsu Dohyō 0 - 0            | Jonokuchi 16 Este 3 - 4              | Jonokuchi 18 Este 5 - 2                 | Jonidan 97 Este 5 - 2                    | Jonidan 55 Este 4 - 3                        | 17 - 11                          | 60,7%     |
| 2002           | Jonidan 33 Este 5 - 2                 | Sandanme 98 Este 6 - 1               | Sandanme 38 Este 4 - 3               | Sandanme 23 Oeste 3 - 4                 | Sandanme 44 Oeste 4 - 3                  | Sandanme 28 Oeste 4 - 3                      | 26 - 16                          | 61,9%     |
| 2003           | Sandanme 16 Este 5 - 2                | Makushita 54 Oeste 4 - 3             | Makushita 44 Oeste 5 - 2             | Makushita 30 Este 4 - 3                 | Makushita 23 Este 6 - 1                  | Makushita 9 Este 6 - 1                       | 30 - 12                          | 71,4%     |
| 2004           | Jūryō 12 Este 9 - 6                   | Jūryō 8 Oeste 12 - 3                 | Maegashira 16 Este 12 - 3            | Maegashira 8 Este 11 - 4                | Maegashira 3 Este 8 - 7                  | Maegashira 1 Oeste 12 - 3                    | 64 - 26                          | 71,1%     |
| 2005           | Komusubi 1 Oeste 11 - 4               | Sekiwake 1 Oeste 8 - 7               | Sekiwake 1 Este 9 - 6                | Sekiwake 1 Este 6 - 3 - 6               | Maegashira 1 Oeste 9 - 6                 | Komusubi 1 Oeste 9 - 6                       | 52 - 32 - 6                      | 61,9%     |
| 2006           | Sekiwake 1 Oeste 13 - 2               | Sekiwake 1 Este 13 - 2               | Ōzeki 3 Oeste 14 - 1                 | Ōzeki 1 Este 13 - 2                     | Ōzeki 1 Este 8 - 7                       | Ōzeki 2 Oeste 0 - 0 - 15                     | 61 - 14 - 15                     | 81,3%     |
| 2007           | Ōzeki 3 Oeste 10 - 5                  | Ōzeki 1 Oeste 13 - 2                 | Ōzeki 1 Este 15 - 0                  | Yokozuna 1 Oeste 11 - 4                 | Yokozuna 1 Oeste 13 - 2                  | Yokozuna 1 Este 12 - 3                       | 74 - 16                          | 82,2%     |
| 2008           | Yokozuna 1 Este 14 - 1                | Yokozuna 1 Este 12 - 3               | Yokozuna 1 Oeste 11 - 4              | Yokozuna 1 Oeste 15 - 0                 | Yokozuna 1 Este 14 - 1                   | Yokozuna 1 Este 13 - 2                       | 79 - 11                          | 87,7%     |
| 2009           | Yokozuna 1 Este 14 - 1                | Yokozuna 1 Oeste 15 - 0              | Yokozuna 1 Este 14 - 1               | Yokozuna 1 Este 14 - 1                  | Yokozuna 1 Este 14 - 1                   | Yokozuna 1 Oeste 15 - 0                      | 86 - 4                           | 95,5%     |
| 2010           | Yokozuna 1 Este 12 - 3                | Yokozuna 1 Este 15 - 0               | Yokozuna 1 Este 15 - 0               | Yokozuna 1 Este 15 - 0                  | Yokozuna 1 Este 15 - 0                   | Yokozuna 1 Este 14 - 1                       | 86 - 4                           | 95,5%     |
| 2011           | Yokozuna 1 Este 14 - 1                | ─                                    | Yokozuna 1 Este 13 - 2               | Yokozuna 1 Este 12 - 3                  | Yokozuna 1 Este 13 - 2                   | Yokozuna 1 Este 14 - 1                       | 66 - 9                           | 88%       |
| 2012           | Yokozuna 1 Este 12 - 3                | Yokozuna 1 Este 13 - 2               | Yokozuna 1 Este 10 - 5               | Yokozuna 1 Este 14 - 1                  | Yokozuna 1 Este 13 - 2                   | Yokozuna 1 Este 14 - 1                       | 76 - 14                          | 84,4%     |
| 2013           | Yokozuna 1 Este 12 - 3                | Yokozuna 1 Oeste 15 - 0              | Yokozuna 1 Este 15 - 0               | Yokozuna 1 Este 13 - 2                  | Yokozuna 1 Este 14 - 1                   | Yokozuna 1 Este 13 - 2                       | 82 - 8                           | 91%       |
| 2014           | Yokozuna 1 Oeste 14 - 1               | Yokozuna 1 Este 12 - 3               | Yokozuna 1 Este 14 - 1               | Yokozuna 1 Este 13 - 2                  | Yokozuna 1 Este 14 - 1                   | Yokozuna 1 Este 14 - 1                       | 81 - 9                           | 90%       |
| 2015           | Yokozuna 1 Este 15 - 0                | Yokozuna 1 Este 14 - 1               | Yokozuna 1 Este 11 - 4               | Yokozuna 1 Este 14 - 1                  | Yokozuna 1 Este 0 - 3 - 12               | Yokozuna 2 Este 12 - 3                       | 66 - 12 - 12                     | 84%       |
| 2016           | Yokozuna 1 Oeste 12 - 3               | Yokozuna 1 Oeste 14 - 1              | Yokozuna 1 Este 15 - 0               | Yokozuna 1 Este 10 - 5                  | Yokozuna 1 Oeste 0 - 0 - 15              | Yokozuna 2 Este 11 - 4                       | 62 - 13 - 15                     | 82%       |
| 2017           | Yokozuna 2 Este 11 - 4                | Yokozuna 1 Este 2 - 3 - 10           | Yokozuna 2 Oeste 15 - 0              | Yokozuna 1 Este 14 - 1                  | Yokozuna 1 Este 0 - 0 - 15               | Yokozuna 1 Oeste 14 - 1                      | 56 - 9 - 25                      | 86%       |
| 2018           | Yokozuna 1 Este 2 - 3 - 10            | Yokozuna 1 Oeste 0 - 0 - 15          | Yokozuna 1 Oeste 11 - 4              | Yokozuna 1 Oeste 3 - 1 - 11             | Yokozuna 1 Oeste 15 - 0                  | Yokozuna 1 Este 0 - 0 - 15                   | 31 - 8 - 51                      | 79%       |
| 2019           | Yokozuna 1 Oeste 10 - 4 - 1           | Yokozuna 1 Este 15 - 0               | Yokozuna 1 Este 0 - 0 - 15           | Yokozuna 1 Oeste 12 - 3                 | Yokozuna 1 Oeste 0 - 2 - 13              | Yokozuna 1 Oeste 14 -1                       | 51 - 10 - 29                     | 56,7%     |
| 2020           | Yokozuna 1 Este 1 - 3 - 11            | Yokozuna 1 Este 13 - 2               | ─                                    | Yokozuna 1 Este 10 - 3 - 2              | Yokozuna 1 Este 0-0-15                   | Yokozuna 1 Este 0-0-15                       | 24 - 8 - 43                      | 75%       |
| 2021           | Yokozuna 1 Este 0 - 0 - 15            | Yokozuna 1 Este 2 - 1 - 12           | Yokozuna 1 Este 0 - 0 - 15           | Yokozuna 1 Este 15 - 0                  | Yokozuna 1 Este 0 - 0 - 15               | Retirado                                     | 17 - 1 - 57                      | 29%       |